# Stenorrhina
Stenorrhina – rodzaj węży z podrodziny Colubrinae w rodzinie połozowatych (Colubridae).

## Zasięg występowania
Rodzaj obejmuje gatunki występujące w Meksyku, Gwatemali, Salwadorze, Belize, Hondurasie, Nikaragui, Kostaryce, Panamie, Kolumbii, Wenezueli, Peru i Ekwadorze.

## Systematyka

### Etymologia
- Stenorrhina: gr. στηνος stēnos „wąski, cienki”[6]; ῥις rhis, ῥινος rhinos „nos, pysk”[7].
- Microphis: gr. μικρος mikros „mały”[8]; οφις ophis, οφεως opheōs „wąż”[9]. Gatunek typowy: Microphis quinquelineatus Hallowell, 1854 (Stenorhina freminvillii A.M.C. Duméril, Bibron & A.H.A. Duméril, 1854).
- Bergenia: Karl Friedrich Wilhelm Berge (1811–1883), niemiecki przyrodnik[4]. Gatunek typowy: Bergenia mexicana Steindachner, 1867.

### Podział systematyczny
Do rodzaju należą następujące gatunki:
- Stenorrhina degenhardtii
- Stenorrhina freminvillei.